# Technoflug Piccolo
Der Piccolo ist ein einsitziger eigenstartfähiger Motorsegler des deutschen Herstellers Technoflug Leichtflugzeugbau GmbH & Co.KG in Wellendingen. Hergestellt wurden von der Firma auf der schwäbischen Alb rund 120 Stück, davon einige mit UL-Zulassung.

## Konstruktion

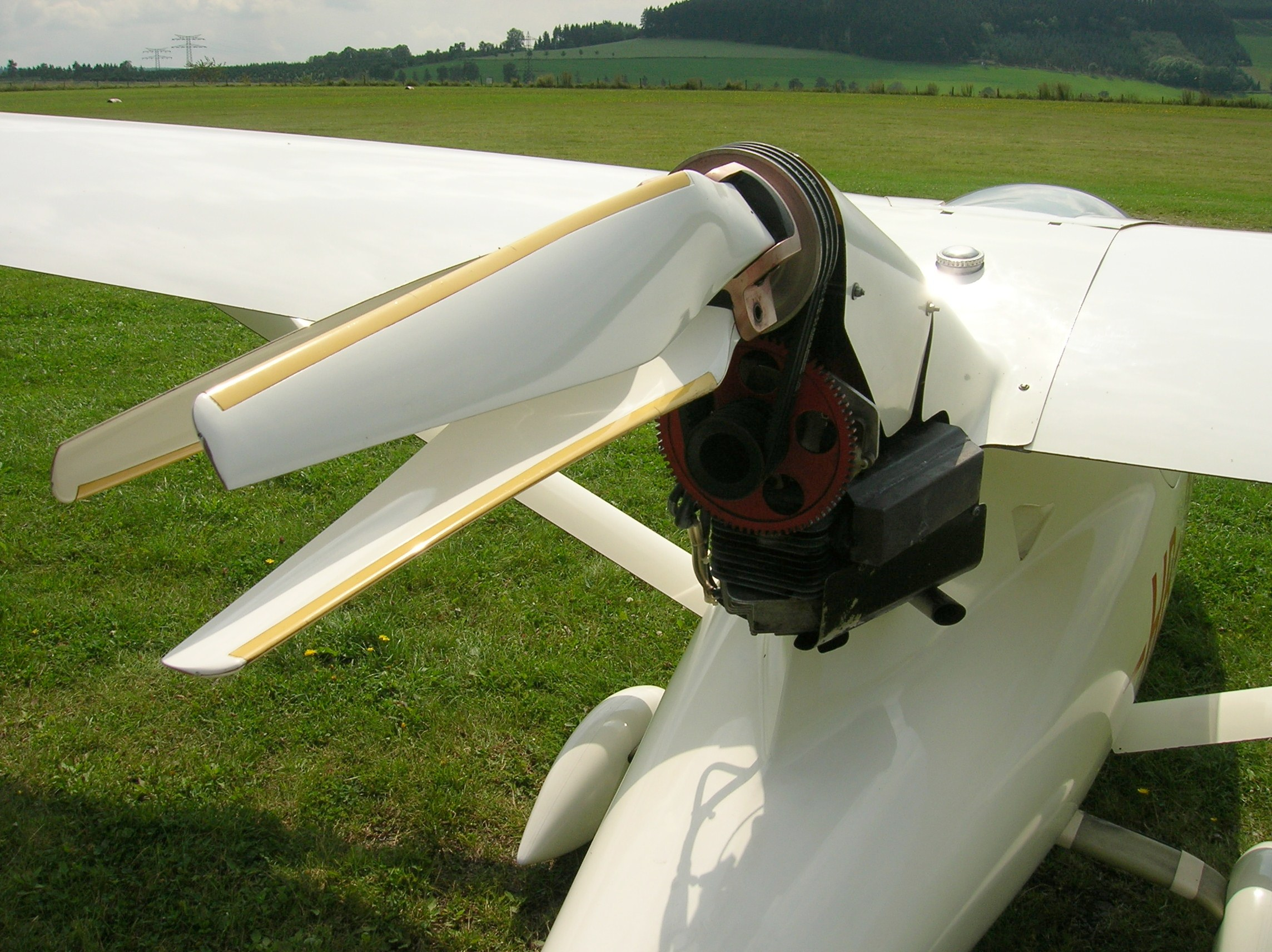
Motor und Faltpropeller des Piccolo a

Der einsitzige Schulterdecker in GFK-Bauweise wird von einem fest installierten Zweitaktmotor vom Typ SOLO 2350 BS (23 PS) angetrieben, der hinter den Tragflächen in Push-Anordnung montiert ist. Der Faltpropeller Technoflug KS 118-3-2 (Durchmesser 1,22 m) mit Aluminiumnabe und drei einzeln faltbaren Blättern wird über ein Untersetzungsgetriebe aus drei Keilriemen (2,1:1) angetrieben. Bei ausgeschaltetem Motor falten sich die Blätter automatisch nach hinten und sorgen so für einen verringerten Luftwiderstand im Segelflugbetrieb. Die Fliehkraft stellt die GFK-Blätter mit dem Anlassen des Motors sofort wieder in Betriebsposition.
Die ersten Piccolo (auch Piccolo a genannt) wurden mit einer spitzeren Nase vom LTB Borowski in Fluorn-Winzeln (später dann von Technoflug) mit dem Solo 2350B und Propeller KS 118-3 (Durchmesser 1,18 m) gebaut. In dieser Ausführung erreicht der Piccolo nicht den erhöhten Lärmschutz wie der Piccolo b. Die meisten Piccolo wurden im Laufe der Zeit zum Piccolo b umgerüstet.
Die abgestrebten Tragflächen sind mit Störklappen versehen. Sie lassen sich unter Zuhilfenahme einer Montagehilfe leicht von einer einzelnen Person demontieren.

## Nutzung
Der Piccolo ist nach JAR 22 als Motorsegler ausgelegt und basiert auf dem Leichtflugzeug AN-20K von Albert Neukom. Dass er nicht als Segelflugzeug konzipiert ist, spiegelt sich sowohl in seinem äußeren Erscheinungsbild mit abgestrebten Tragflächen, abgeklebter Nasenleiste und seinem Dreibein-Bugfahrwek als auch in seiner Leistung wider. Es ist daher eher zum Luftwandern als für den Leistungsflug geeignet.

## Technische Daten

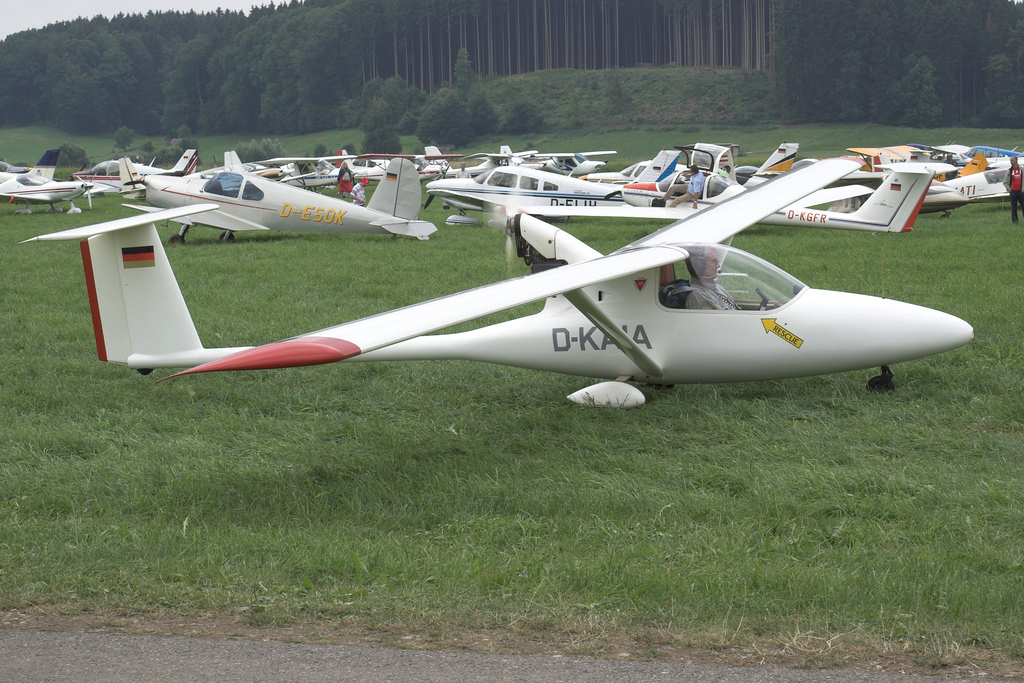
Technoflug Piccolo 1-2-2

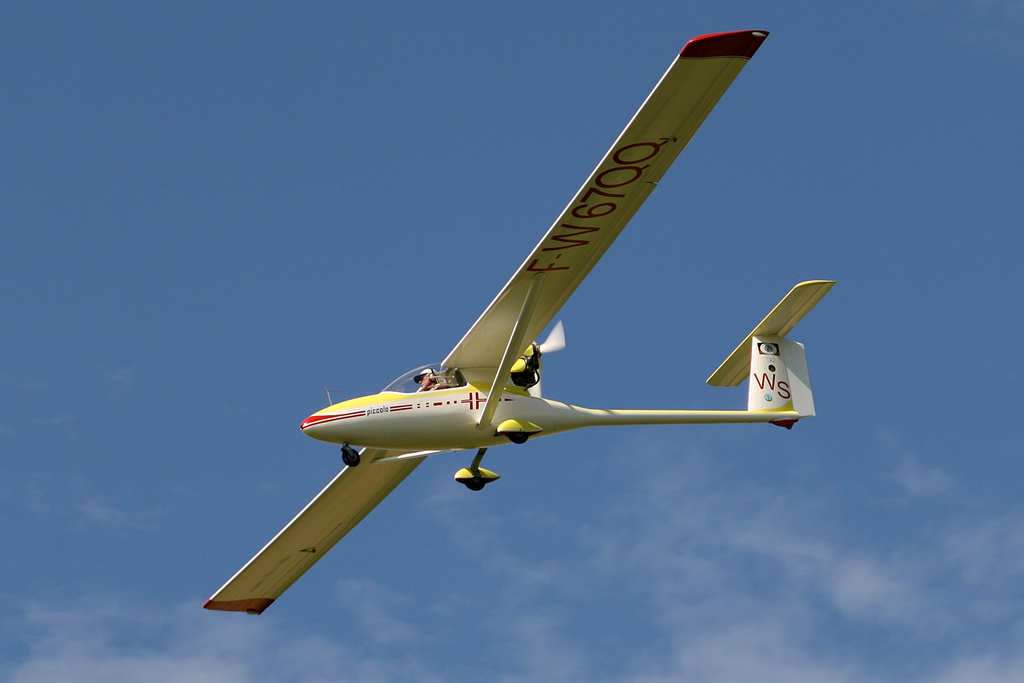
Technoflug Piccolo

| Kenngröße                                | Daten                      |
| ---------------------------------------- | -------------------------- |
| Besatzung                                | 1                          |
| Länge                                    | 6,28 m                     |
| Spannweite                               | 13,30 m                    |
| Flügelfläche                             | 10,60 m²                   |
| Flügelstreckung                          | 16,7                       |
| Leermasse                                | 180 kg                     |
| max. Startmasse                          | 297 kg                     |
| max. Flächenbelastung                    | 28 kg/m²                   |
| sichere Lastvielfache                    | +5,3 / −2,65               |
| Mindestgeschwindigkeit                   | 54 km/h                    |
| Manövergeschwindigkeit                   | 128 km/h                   |
| Höchstgeschwindigkeit                    | 170 km/h                   |
| Motor                                    |                            |
| Höchste Dauerleistung                    | 17 kW (23 PS) bei 5500/min |
| Treibstoff Zweitaktmischung              | 40:1                       |
| Tankinhalt                               | 22,5 oder 32 l             |
| Schallmessung bei Überflug in 300 m Höhe | 50,8 dB(A)                 |
| Flugleistungen mit Motor                 |                            |
| Reisegeschwindigkeit bei 5500/min        | 8,1 l/h 135 km/h           |
| Reisegeschwindigkeit bei 4900/min        | 5,6 l/h 120 km/h           |
| Steiggeschwindigkeit bei 70 km/h Vollgas | 2,2 m/s                    |
| Startstrecke über 15 m Beton/Gras        | 273 m /308 m               |
| Startrollstrecke Beton/Gras              | 117 m /152 m               |
| Reichweite bei 120 km/h (ohne Reserve)   | 420 km mit Standardtank    |
| Flugleistungen im Segelflug              |                            |
| Beste Gleitzahl                          | 23 bei 78 km/h             |
| Geringste Sinkgeschwindigkeit            | 0,9 m/s bei 66 km/h        |